# Hermione Norris

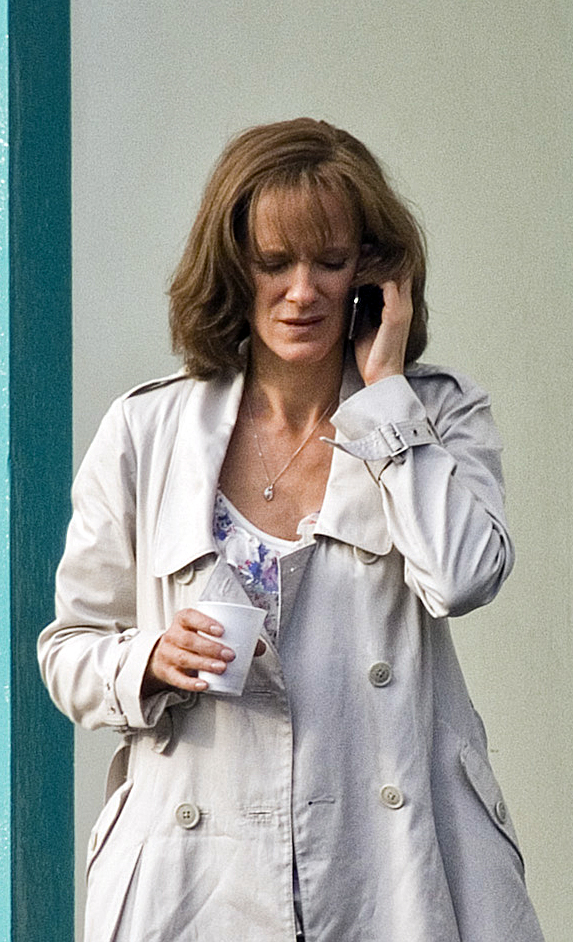
Hermione Norris (2011)

Hermione Norris (* 12. Februar 1967 in Paddington, England, Vereinigtes Königreich) ist eine britische Schauspielerin. Ihre im deutschsprachigen Raum bekannteste Rollen ist die der Ros Myers in der Serie Spooks – Im Visier des MI5. Des Weiteren war sie Hauptdarstellerin in Hautnah – Die Methode Hill und In the Club

## Leben und Wirken
Norris wurde in Paddington (London) als das zweite von vier Kinder, zwei Brüdern und zwei Schwestern geboren. Ihre Eltern ließen sich scheiden, als sie vier Jahre alt war und sie wuchs zeitweise bei ihrer Großmutter auf. Sie verließ die Schule in der 11. Klasse ohne Abschluss, bekam aber einen Platz an der  Elmhurst School for Dance, wo sie neben Ballettunterricht auch Theaterkurse besuchte. Nach einigen kleineren Anstellungen begann sie eine Ausbildung an der London Academy of Music and Dramatic Art.
Ihr schauspielerisches Debüt gab sie 1989 in einer Produktion von Ein Sommernachtstraum. Ihr Fernseh-Debüt gab sie im Jahr 1991, als die Tochter einer von Bill Nighy gespielten Person in The Men's Room.
In den folgenden Jahren war sie unter anderem in der Komödie Cold Feet zu sehen, wie auch in Hautnah – Die Methode Hill. bis sie eine Rolle in Spooks – Im Visier des MI5 bekam. Nach Ende dieser Serie war sie 2011 unter anderem in der britischen Sci-Fi-Serie Outcasts zu sehen.
2014 war sie in der Folge Kill the Moon der Serie Doctor Who zu sehen.
Seit Anfang 2002 ist sie mit Simon Wheeler liiert, seit Ende 2002 verheiratet. Sie hat einen Sohn, Wilf, und eine Tochter, Hero.

## Filmografie (Auswahl)
- 1991: Clarissa (Fernsehvierteiler)
- 1991, 1994: Casualty (Fernsehserie, 2 Folgen)
- 1993: Agatha Christie’s Poirot (Fernsehserie, 1 Folge)
- 1996: Bruder Cadfael (Cadfael, Fernsehserie, 1 Folge)
- 1998: The Bill (Fernsehserie, 1 Folge)
- 1999: Heartbeat (Fernsehserie, 1 Folge)
- 2002–2005: Hautnah – Die Methode Hill (Wire in the Blood, Fernsehserie, 14 Folgen)
- 2003: Quicksand – Gefangen im Treibsand (Quicksand)
- 2005: Geliebte Lügen (Separate Lies)
- 2006: Gefährliche Fremde (The Kindness of Strangers)
- 2006–2009: Spooks – Im Visier des MI5 (Spooks, Fernsehserie, 34 Folgen)
- 2011: Outcasts (Fernsehserie, 8 Folgen)
- 2013: Agatha Christie’s Marple (Fernsehserie, 1 Folge)
- 2014: Agatha Raisin (Fernsehserie, 1 Folge)
- 2014: Doctor Who (Fernsehserie, 1 Folge)
- 2014–2016: In the Club (Fernsehserie, 12 Folgen)
- 2019: Luther (Fernsehserie, 4 Folgen)
- 2024: Der Salzpfad (The Salt Path)